# IAd
iAd è stata una piattaforma di pubblicità mobile sviluppata dalla Apple Inc. per il sistema operativo iOS che permette agli sviluppatori di terze parti di inserire annunci pubblicitari all'interno delle loro applicazioni. Annunciato l'8 aprile 2010, iAd è disponibile a partire da iOS 4. La piattaforma iAd è pensata per competere con Google AdMob, un servizio di pubblicità mobile offerto da Google attivo dal 2006.
Simile ad AdMob, iAd facilita l'integrazione degli annunci nelle applicazioni vendute sull'App Store. Steve Jobs ha dichiarato che Apple prenderà il 40% delle entrate pubblicitarie e il rimanente 60% andrà agli sviluppatori. Le aziende clienti di iAd la prima settimana erano 25. Da febbraio 2011, iAd è disponibile in tutta Europa. Diverse società hanno richiesto uno spazio sulla piattaforma, tra le quali L'Oreal, Nestlé e Renault. Agli inizi di aprile 2012, il nuovo CEO della Apple, Tim Cook, ha aumentato i compensi per gli sviluppatori fino al 70%.
Il 15 Gennaio 2016 è stato annunciato che "iAd App Network" verrà dismessa il 30 Giugno 2016.